# Umzimkhulu (Stadt)
Umzimkhulu ist eine Stadt in der gleichnamigen Gemeinde Umzimkhulu, KwaZulu-Natal in Südafrika. 2001 hatte sie 36.770 und 2011 – bei deutlich kleinerem Zuschnitt – nur noch 8399 Einwohner.

## Geschichte
Schon 1820 tauschten hier europäische Händler Glasperlen und Waffen gegen Elfenbein. 1824 baute sich der Siedler Henry Francis Flynn eines der ersten Wohngebäude am Fluss Umzimkhulu. Später siedelten sich auch Deutsche und Norweger hier an sowie Inder, die als billige Arbeitskräfte oder Händler ins Land kamen.
Anfang des 20. Jahrhunderts bekam die Stadt einen Eisenbahnanschluss.
Im Februar 1954 wurde eine katholische Diözese in Umzimkhulu eingerichtet.